# SS Drummond Castle
El SS Drummond Castle fue un buque de vapor construido en 1881 por John Elder & Co. de Govan, Glasgow, Escocia, para D. Currie & Co. y posteriormente operado por la Castle Mail Packet Company. El buque se hundió el 16 de junio de 1896 frente a Ushant.

## Hundimiento
El Drummond Castle zarpó de Ciudad del Cabo (Sudáfrica) el 28 de mayo de 1896 con destino a Londres vía la bahía de Maputo, Colonia de Natal y Las Palmas, con 143 pasajeros y 102 tripulantes. El 16 de junio el Drummond Castle se encontraba frente a Ushant, el mar estaba en calma pero con niebla.
El paso seguro de Ushant es hacia el norte, pero por una razón desconocida el Drummond Castle navegó entre Ushant y Molène. Hacia las 23:00 el Drummond Castle chocó contra las rocas en la entrada sur del estrecho de Fronveur, en cuatro minutos el barco se había hundido.
Dos tripulantes fueron rescatados por pescadores bretones; un pasajero consiguió llegar a Molène. Los otros 242 tripulantes y pasajeros murieron ahogados. La carga principal eran 1.943 fardos de lana, pieles, cueros y cuernos, con un peso de 450 toneladas; el resto eran 250 toneladas de carbón.
En julio de 1896 se celebró en Westminster una investigación de la Junta de Comercio sobre el naufragio, que concluyó que la pérdida se debió a una "navegación descuidada o poco hábil".